# Shvaughn Erin
Shvaughn Erin es un personaje ficticio de los siglos 30 y 31 que aparece en los diversos cómics estadounidenses publicados por DC Comics, principalmente como personaje secundario en las diversas series de la Legión de Superhéroes. Originaria del planeta Tierra, es miembro de la Policía Científica, el brazo policial de Planetas Unidos.

## Biografía ficticia

### Continuidad original
En el siglo 30, los Asaltantes de Recursos atacan la Tierra justo cuando se desarrolla una crisis diplomática entre los Planetas Unidos y el Dominio. Estas crisis duales impiden que el oficial neófito de la Policía Científica, Shvaughn Erin, informe a la Legión de Superhéroes que uno de sus enemigos ha escapado de la prisión. Ambos eventos son precursores de la llamada "Guerra Terrenal", en la que la UP es atacada por el Imperio Khund y el Círculo Oscuro. Finalmente se revela que el arquitecto detrás del conflicto es el hechicero Mordru, el enemigo fugitivo sobre quien Shvaughn intentó advertir a la Legión. Ella y Karate Kid defienden a las tropas khundianas en el Cuartel General de la Policía Científica, lo que permite que las fuerzas combinadas de la Legión de Superhéroes y la Legión de Héroes Sustitutos derroten más tarde a Mordru, poniendo fin efectivamente a la Guerra Terrestre.
Al año siguiente, Shvaughn es nombrada Oficial de Enlace de la Policía Científica con la Legión. El primer día de su nueva asignación, está presente cuando Computo, la inteligencia artificial rebelde, posee a una Danielle Foccart preadolescente y toma el control del cuartel general de Legion. La crisis se evita cuando el hermano mayor de Danielle, Jacques, bebe el suero de invisibilidad desarrollado por Lyle Norg, que le permite atacar e inmovilizar a Computo sin ser detectado. Con el tiempo, Shvaughn trabaja en estrecha colaboración con el líder de la Legión, Element Lad. Cuando Shrinking Violet es secuestrada por terroristas imskianos, Shvaughn y Element Lad exponen a la actriz de Durlan Yera Allon, quien ha sido engañada para hacerse pasar por el legionario que cambia de tamaño. Durante ese período de tiempo, Shvaughn y Element Lad comienzan una relación romántica y pronto se enamoran profundamente.

### "5 años después"
Años más tarde, Shvaughn terminó su relación con Jan Arrah (Element Lad) y el gobierno de la Tierra cayó bajo el control encubierto del Dominio. Cuando un soldado del Dominio asesina a la presidenta de la Tierra, Tayla Wellington, en una transmisión de video en vivo a toda la galaxia, estalla una guerra a gran escala. Durante este período, se revela que Svaughn fue asignada con un sexo masculino al nacer y es una mujer trans, y que durante años ha estado tomando un medicamento conocido como "Profem" para realizar su transición. Con una guerra abierta en todo el planeta, no puede mantener un acceso constante a Profem. Jan lo apoya por completo cuando sus características físicas vuelven a su estado original. Al final, los Dominadores son derrotados y Svaughn es nombrada jefa del contingente de la Policía Científica en la Nueva Tierra.
A raíz de las series limitadas Hora Cero y Crisis infinita, los eventos de la era "Cinco años después" de la continuidad de Legión ya no son canónicos.

### Después de Hora Cero
En la continuidad posterior a la Hora Cero, Shvaughn Erin vuelve a ser un oficial de la Policía Científica. A raíz de una batalla con una Shrinking Violet cautivada por la Emperatriz Esmeralda, Shvaughn es propulsada hacia atrás en el tiempo hasta la Tierra del siglo XX, junto con la miembro de Workforce Inferno y una facción de ocho legionarios. Después de muchos meses y varios encuentros con la comunidad de superhéroes de la Tierra del siglo XX, Shvaughn y los Legionarios finalmente encuentran el camino de regreso a su propia era.
En esta continuidad, Shvaughn es una adulta, mientras que Element Lad es todavía un adolescente. Por lo tanto, la pareja no está vinculada sentimentalmente. Además, no se aborda la cuestión del sexo de nacimiento de Shvaughn.

### Threeboot
Shvaughn no aparece en la continuidad que presenta la llamada Legión "Threeboot" de Tierra Prima.

### Post-Crisis Infinita
Los eventos de la miniserie Crisis Infinita aparentemente han restaurado la continuidad de un análogo cercano de la Legión Pre- Crisis en Tierras Infinitas, como se ve en el arco argumental de "La Saga del Rayo" en la Liga de la Justicia de América y la Sociedad de la Justicia de América, y en el arco argumental de '"Superman y la Legión de Superhéroes" en Action Comics. Actualmente Shvaughn Erin aún no ha reaparecido.